# 秦鉽
秦鉽（1621年—1687年），字克绳，江南省常州府无锡（今屬江蘇省）人，清朝政治人物。
其善于文书，书法自成一体。顺治五年舉于鄉，十二年（1655年）乙未科会元、探花。殿试後，順治帝阅卷时，对读卷官傅以渐说，“这肯定是秦鉽的试卷，我知道他的书法。”拆卷的时候果然如此。順治帝非常高兴，召见其并赐袍服，后授翰林院国史馆编修。顺治十五年（1658年），任会试同考官，选拔出大学士李天馥等人。后出任广东布政使司参议，分守雷州，遷浙江杭嚴道兵備副使，又遷陜西榆林道參政，擢江西按察使。越二年，以失出降調。丁外艱，服闋，起補長蘆鹽運使，遷湖南糧儲道參政，康熙二十一年（1682年）裁缺候補，遂不復出仕。康熙二十六年卒，年六十七岁。

## 家族
明南京兵部尚書秦金之後，曾祖秦楷；祖父秦延默，湯溪知縣；父秦重采，長洲縣學生。
元配吳淑人。生三子：長汝泌，歲貢生，銅陵縣學教諭；次汝沆，國子生；次學源，長洲縣學增廣生。